# Ben Carson
Benjamin Solomon (Ben) Carson sr. (Detroit, 18 september 1951) is een Amerikaans voormalig neurochirurg, schrijver en politicus.

## Levensloop
Ben Carson groeide op in een arm Afro-Amerikaans gezin. Na de middelbare school studeerde hij psychologie aan de Yale University en later geneeskunde aan de Universiteit van Michigan. Carson werkte jarenlang als neurochirurg in het Johns Hopkinsziekenhuis in Baltimore en was de eerste chirurg die (in 1987) een aan het hoofd vergroeide Siamese tweeling van elkaar wist te scheiden. In 2008 schonk president George W. Bush hem de Presidential Medal of Freedom. In 2013 ging hij met pensioen.
In 1990 publiceerde Carson zijn eerste boek, een autobiografie. Sindsdien heeft hij nog zeven bestsellers geschreven, waarin hij onder andere zijn visie op het leven uitlegt. Sinds 2013 is Ben Carson een politiek figuur met nationale bekendheid. Zijn toespraak op de National Prayer Breakfast op 7 februari - in de aanwezigheid van president Barack Obama - stuwde hem naar het centrum van de aandacht. Uit de speech bleken zijn conservatieve overtuigingen. Kort daarna werd Carson uitgenodigd om een toespraak te geven op de Conservative Political Action Conference.
Zijn vermogen wordt geschat op 29 miljoen dollar (anno 2016).
Carson was van 2 maart 2017 tot 20 januari 2021 minister van Volkshuisvesting en Stedelijke Ontwikkeling.

## Amerikaanse presidentsverkiezingen 2016
Carson registreerde zich in 2014 als Republikein en werd steeds vaker genoemd als mogelijke presidentskandidaat. Als medicus had hij een sterke betrokkenheid als het aankwam op de zorgverzekering en ethische vraagstukken. Zo vindt hij dat het leven bescherming nodig heeft vanaf het ogenblik van de conceptie en is hij gekant tegen de hervormingen van de ziekteverzekering die president Obama heeft doorgevoerd (Obamacare). Hij verdedigt ook het tweede amendement van de grondwet van de Verenigde Staten dat handelt over het recht van individuen op wapenbezit.
Op 3 mei 2015 stelde Carson zich officieel kandidaat voor de Amerikaanse presidentsverkiezingen 2016. Hij piekte in november van dat jaar en ging zelfs korte tijd aan de leiding in de peilingen voor de Republikeinse kandidatuur. In de media werd hij vanaf dat moment genegeerd en/of belachelijk gemaakt. Zo werd Carson verweten dat hij beweerd had aan de prestigieuze militaire academie van West Point te hebben gestudeerd en dat was niet zo. Echter, Carson had dit nooit gezegd maar uitsluitend aangegeven een beurs daarvoor te hebben afgeslagen. Hij kwam ook meermaals in het nieuws omwille van uitspraken die hij deed over de piramides van Giza. Zo beweerde hij dat deze geen begraafplaatsen waren, maar opslagplaatsen voor graan. In de Republikeinse voorverkiezingen speelde hij vervolgens een marginale rol. Hij wist uiteindelijk zeven kiesmannen achter zich te krijgen en trok zich na Super Tuesday terug.
Na rijp beraad besloot Carson Trump te steunen, grotendeels met als reden de komende samenstelling van het Hooggerechtshof. Onder Clinton zou dit, naar Carson vreesde, een totaal sociaaldemocratisch gezelschap worden dat de grondwet niet zou uitvoeren maar herinterpreteren in sociaaldemocratische richting.

## Standpunten
Carson is een voorstander van vrijheid op wapenbezit, tegen Obamacare en tegen het homohuwelijk. Hij heeft in interviews homoseksualiteit weleens vergeleken met bestialiteit. Tevens twijfelt hij aan de evolutietheorie en de bigbangtheorie.